# Sinister 2
Série
Sinister
(2012)
Pour plus de détails, voir Fiche technique et Distribution.
Sinister 2 ou Sinistre 2 au Québec est un film d'horreur américano-britannique réalisé par Ciaran Foy sorti en 2015. Il s'agit de la suite de Sinister, de Scott Derrickson, sorti en 2012.
Le film se passe quelques années après le premier Sinister. Une jeune mère de famille emménage avec ses jumeaux de 9 ans dans une maison qui fut autrefois le théâtre d'une tuerie macabre. Un ancien policier ayant aidé le personnage principal du premier film tente d'arrêter le démon Bagul en détruisant les bâtiments où se sont passées d'étranges meurtres. Pensant savoir où se passera le prochain massacre, il décide d'enquêter sur la maison, espérant trouver des réponses et arrêter une bonne fois pour toutes le mal.

## Synopsis
Le film commence sur une famille, attachée à des croix comme des épouvantails avec des sacs sur leur tête et brûlée vive (la scène est en réalité un cauchemar de Dylan). Dylan vit dans une grande maison dans une ferme à côté d'une église abandonnée transformée en menuiserie avec son frère jumeau Zach et sa mère Courtney.
Dylan se lie d'amitié avec des enfants fantômes et leur chef Milo (un jeune adolescent de 14 ans) qui lui font voir chaque soir un film qui est en réalité un Snuff movie montrant des familles tuées d'une façon plus horrible les unes que les autres : Dévorés vivants par des crocodiles (Partie de Pêche), électrocutés par un fil électrique lancé dans une pièce remplie d'eau (Travaux dans la cuisine), morts de froid en étant ensevelis dans la neige (Le Matin de Noël) et attachés sur une chaise, la bouche en O, la tête transpercée par une sorte de visseuse (Visite chez le dentiste).
Pendant ce temps, l'ex-Shérif Adjoint qui travaille sur le mystère d'Ellison Oswalt essaie de trouver des réponses sur les agissements de Bagul et détruit les maisons de tous les meurtres pour empêcher d'autres familles de s'y installer et les protéger. Il arrive à la maison dans la ferme pour la détruire mais refuse de le faire quand il découvre que Courtney et ses fils y vivent. Courtney lui ordonne de s'enfuir car elle pense qu'il travaille avec son mari (dont on découvrira qu'il est maltraitant envers sa famille). Il réussit à convaincre Courtney de rester en lui disant qu'il est un détective privé et elle accepte qu'il "poursuive" son enquête dans l'église abandonnée (là où un meurtre a été récemment commis).
Clint (le mari de Courtney) arrive à la ferme pour récupérer ses enfants mais il repart lorsque l'ex Shérif-adjoint menace de révéler au monde entier "la face cachée de son empire de l'agriculture" (mauvais traitements, exploitation des ouvriers...). Courtney veut partir mais elle décide de rester (sous les conseils de l'Adjoint) (référence au 1er Sinister). Elle invite l'ex Shérif-adjoint à manger avec elle et ils commencent à développer des sentiments qui vont au-delà de la simple amitié.
Le Shérif-adjoint rencontre un professeur qui lui explique les origines de Bagul. Ce même soir, les enfants regardent le film de Milo qui s'est déroulé dans l'église près de la maison de ce dernier. Ses parents et ses sœurs ont été attachés au sol et subissent le Supplice du rat ce qui tue la famille de Milo par hémorragie (Office du Dimanche), Zach devient le nouvel "élu" de Bagul après que Dylan a refusé de regarder le dernier film.
Courtney est forcée de quitter la ferme, après que Clint a présenté les papiers qui lui manquaient pour récupérer le droit de garde de ses enfants. L'ex shérif-adjoint essaie de prévenir Clint du danger que lui et sa famille courent mais il se fait violemment frapper par ce dernier. Le lendemain, Zach filme sa famille en train de faire un pique-nique dans leur jardin et son frère Dylan, apprenant à jouer au Golf. Quand Dylan découvre que lui et sa famille ont été empoisonnés, il contacte l'ex shérif-adjoint afin qu'il leur vienne en aide.
Le soir venu, ils sont attachés à des poteaux comme des épouvantails. Zach s'occupe d'abord de Clint et le filme alors qu'il brûle puis essaie de brûler Dylan mais il se fait frapper par la voiture de l'ex-shérif et Courtney et Dylan sont libérés. Ils essaient de semer Zach dans les champs de maïs mais il trouve l'adjoint et le blesse à la main avec une serpe.
Dans la maison, les enfants fantômes essaient d'aider Zach à trouver sa famille, ils séparent l'adjoint de Courtney et Dylan avant de le piéger dans le bureau de Clint. Alors que Zach s'apprête à achever sa mère et son frère avec sa serpe, son film est détruit par l'adjoint qui a détruit sa caméra avec un club de golf. Zach essaie en vain de trouver une caméra et il se fait tuer par Bagul tandis que les enfants fantômes le réprimandent pour ne pas avoir réussi à tuer sa famille. Un incendie se déclenche et Dylan et sa mère ainsi que l'adjoint réussissent à s'échapper.
Plus tard, l'adjoint range ses affaires et s'apprête à quitter la ville pour de bon avec Courtney et Dylan, mais alors qu'il s'apprête à quitter sa chambre d'hôtel, il entend la radio s'allumer et les enfants en train de répéter sa conversation avec le professeur. Il entend alors une fillette en train de l'appeler et Bagul apparaît à l'écran, comme un Screamer.

## Fiche technique
Sauf indication contraire, les informations mentionnées dans cette section peuvent être confirmées par la base de données cinématographiques IMDb,  présente dans la section « Liens externes ».
- Titre original et français : Sinister 2
- Titre québécois : Sinistre 2
- Réalisation : Ciaran Foy
- Scénario : Scott Derrickson et C. Robert Cargill
- Direction artistique : Merje Veski
- Décors : Peter L. David et Larry Lundy
- Costumes : Stephani Lewis
- Photographie : Amy Vincent
- Montage : Ken Blackwell
- Musique : Tomandandy
- Production : Jason Blum, Scott Derrickson et Brian Kavanaugh-Jones
- Sociétés de production : Automatik Entertainment et Blumhouse Productions
- Sociétés de distribution : Focus Features (États-Unis), Wild Bunch Distribution (France)
- Budget: 10 000 000 $
- Pays d'origine :  États-Unis ;  Royaume-Uni
- Langue originale : anglais
- Format : couleur - 35 mm - 2,35:1 - son Dolby Digital
- Genre : Horreur
- Durée : 97 minutes
- Dates de sortie :
  -  France : 19 août 2015
  -  États-Unis ;  Canada : 21 août 2015
- Classification :
  -  Interdit aux moins de 12 ans avec avertissement
  -  Rated R (Interdit aux moins de 17 ans non-accompagnés d'un adulte)
  -  Interdit aux moins de 13 ans

## Distribution
- James Ransone (VF : Donald Reignoux ; VQ : Benoit Éthier) : l'ex shérif adjoint So & So
- Shannyn Sossamon (VF : Olivia Nicosia ; VQ : Mélanie Laberge) : Courtney Collins
- Robert Daniel Sloan (VF : Fanny Bloc ; VQ : Clifford Leduc-Vaillancourt) : Dylan Collins
- Dartanian Sloan (VF : Kaycie Chase ; VQ : Louis-Julien Durso) : Zach Collins
- Lea Coco (VF : Franck Lorrain ; VQ : Patrick Chouinard) : Clint Collins
- Nicholas King : Bagul / Mr Cruel
- Tate Ellington (VF : Jérémy Bardeau ; VQ : Hugolin Chevrette-Landesque) : Dr Stomberg
- John Beasley (VF : Lionel Henry ; VQ : Aubert Pallascio) : père Rodriguez
- Lucas Jade Zumann (VF : Alice Taurand ; VQ : André Kasper) : Milo
- Jaden Klein (VF : Corinne Martin) : Ted
- Howie Johnson (VF : Emmanuel Gradi) : Agent Shermer
- Caden M. Fritz (VF : Corinne Martin) : Peter
- Olivia Rainey (VF : Corinne Martin) : Catherine
- Laila Haley : Emma

Sources et légendes : version française (VF) sur RS Doublage et le site d’AlterEgo (la société de doublage) ; version québécoise (VQ) sur Doublage.qc.ca

## Accueil

### Box-office
| Pays ou région    | Box-office      | Date d'arrêt du box-office | Nombre de semaines |
| ----------------- | --------------- | -------------------------- | ------------------ |
| États-Unis Canada | 27 740 955 $    | 29 octobre 2015            | 10                 |
| France            | 304 198 entrées | 3 novembre 2015            | 10                 |
| Mondial           | 52 882 018 $    | 28 novembre 2015           | 16                 |

### Critique
Les critiques ont été très majoritairement négatives, le film recueillant 12 % de critiques positives, avec une note moyenne de 3,9/10 et sur la base de 81 critiques collectées, sur le site internet Rotten Tomatoes. Sur Metacritic, il obtient un score de 32/100 sur la base de 17 critiques collectées.